# Jostedals kommun
Jostedals kommun (norska: Jostedal kommune) var en kommun i Sogn og Fjordane fylke i västra Norge. Kommunen omfattade den norra delen av nuvarande Lusters kommun (den inre delen av Jostedalen). Byn Jostedal utgjorde kommunens centralort.

## Administrativ historik
Jostedals kommun upprättades den 1 januari 1838 (som Justedal formannskapsdistrikt) när Formannskapslovene från 1837 trädde i kraft.
Den 1 januari 1963 gick kommunen, tillsammans med Hafslo kommun, upp i Lusters kommun. Kommunens hade då 796 invånare.